# François Duval
François Duval (Chimay, 18 november 1980) is een Belgisch rallyrijder, die tussen 2001 en 2008 actief was in het Wereldkampioenschap rally. Duval is tot op heden een van de meeste succesvolle Belgische rallyrijders in het WK, waarin hij in het seizoen 2005 met Citroën in Australië zijn eerste en enige WK-rally overwinning greep.

## Carrière

### Vroege carrière
François Duval maakte zijn debuut in de rallysport in de Belgische 'Citroën Saxo Challenge' in 1999, een competitie die hij meteen datzelfde jaar won. In 2000 reed hij voornamelijk rond met Groep N materiaal, achter het stuur van een Mitsubishi Lancer Evolution, maar hij won zijn eerste rally's met een Toyota Celica GT-Four; die van Famenne en Sombreffe. Het jaar daarop maakte Duval zijn opwachting in het Wereldkampioenschap rally, meer bepaald in het dat jaar opgestartte Junior World Rally Championship met een Ford Puma S1600. Dit kampioenschap was bedoeld om jonge rijders door te laten breken, en Duval was een van de weinige die daarin wist te slagen. Zijn resultaten leverden hem voor het seizoen 2002 een beperkt programma op met de Ford Focus RS WRC als fabrieksrijder voor Ford. Hoewel hij niet tot scoren kwam, maakte hij op de individuele klassementsproeven wel indruk, zodat Duval voor het volledige seizoen 2003 werd gecontracteerd bij Ford als tweede rijder naast kopman Markko Märtin.

### Wereldkampioenschap rally

#### 2003-2004: Ford

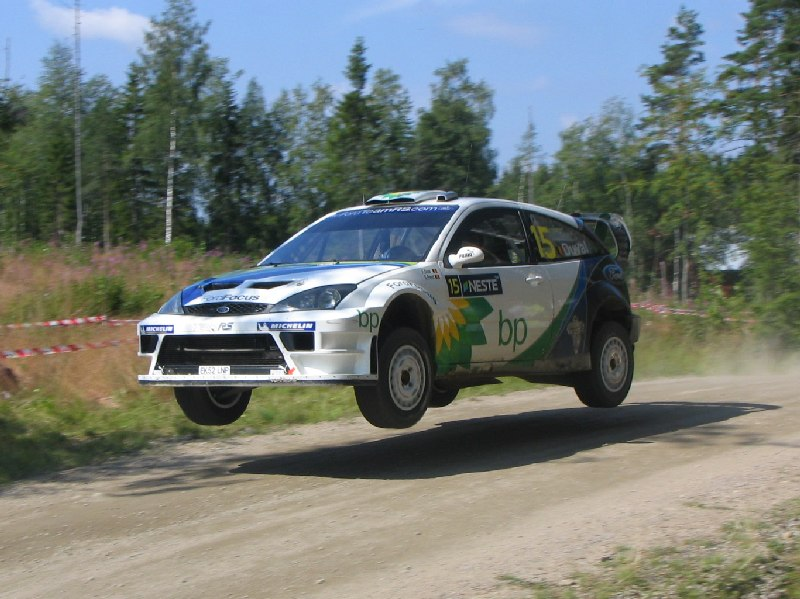
Duval actief voor Ford tijdens de Rally van Finland in 2004

Duval greep naar zijn eerste WK-kampioenschapspunten met een zevende plaats tijdens de seizoensopener van 2003 in Monte Carlo. Twee rondes later, in Turkije, eindigde hij met een derde plaats voor het eerst op het podium. Duval profileerde zich dat jaar voornamelijk als een snelle asfaltrijder, waarop voor hem ook de betere resultaten kwamen. In het seizoen 2004 was Duval constanter in zijn resultaten, zou hij vier keer het podium halen (in Mexico en Duitsland greep hij naar een tweede plaats) en als zesde eindigen in het rijderskampioenschap. Ondanks een aangeboden contractverlenging, was er tegelijkertijd enige onduidelijkheid over Fords toekomstige deelname aan het WK , waardoor Duval besloot in te gaan op een aanbieding van regerend wereldkampioenen Citroën voor het seizoen 2005.

#### 2005: Citroën

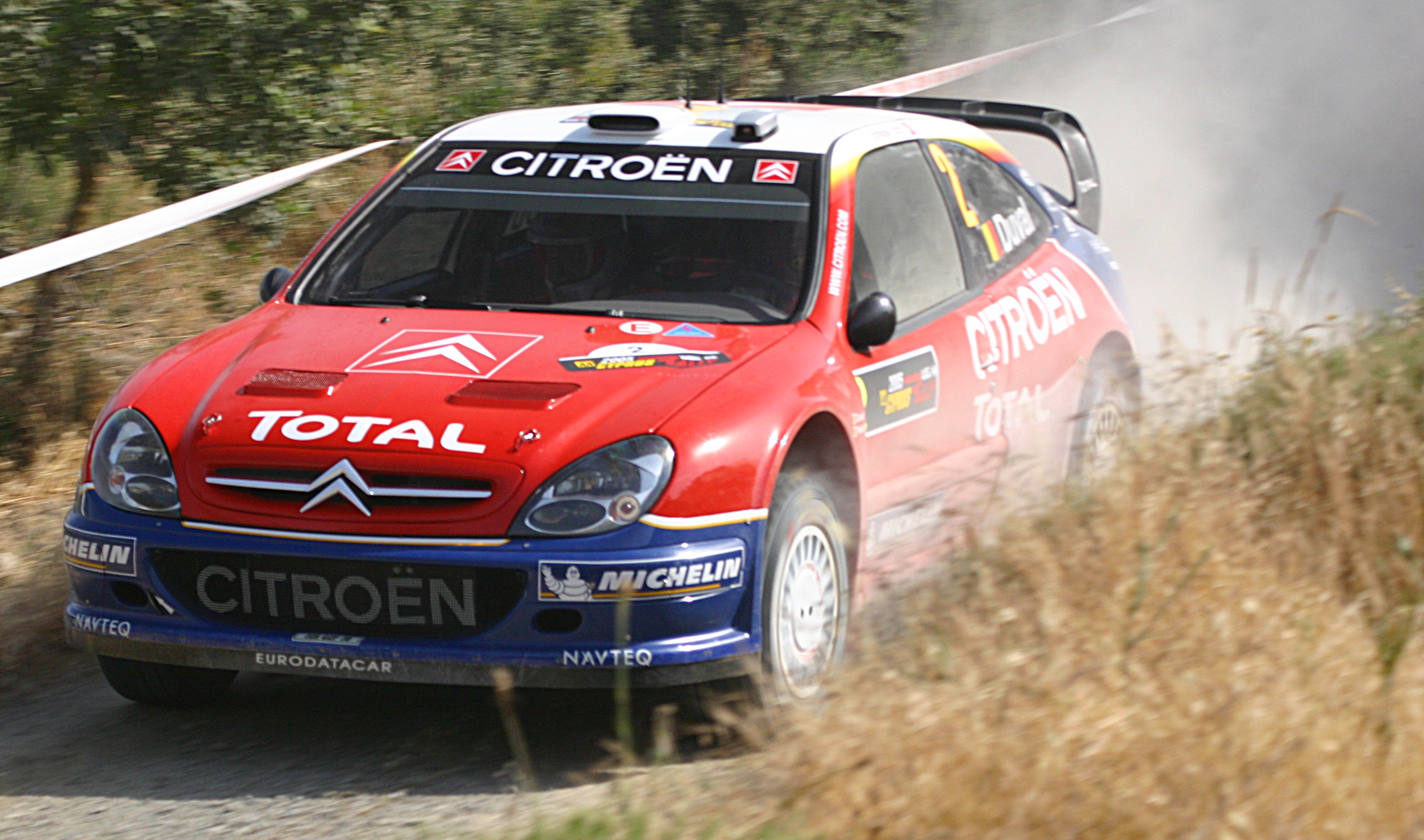
Duval met de Citroën Xsara WRC tijdens de Rally van Cyprus in 2005

Duval maakte een slechte start mee bij Citroën, wat gelijk begon met een ongeluk tijdens de seizoensopener in Monte Carlo. In zijn eerste zes optredens wist hij zich slechts eenmaal binnen de punten te werken, op het moment dat teamgenoot Sébastien Loeb al vier overwinningen op zak had. Na een opgave door een ongeluk in Cyprus (waarbij de gehele auto uitbrandde), brak Duval met navigator Stéphane Prévot, die sinds 2003 naast hem zat. Duval werd echter zelf door Citroën tijdelijk op een zijspoor gezet en voor de twee daaropvolgende WK-rally's vervangen door voormalig wereldkampioen Carlos Sainz die, hoewel officieel gestopt, nu voor Citroën de noodzakelijke constructeurskampioenschapspunten moest scoren. Citroën bood Duval vervolgens een tweede kans en hij greep deze aan met een consistente reeks aan punten scorende resultaten, waaronder een aantal podiumplaatsen. Zijn hoogtepunt kwam uiteindelijk tijdens de seizoensafsluiter in Australië, waar veel van zijn concurrenten uitvielen, waardoor Duval met een degelijk optreden de overwinning behaalde. Dit was de eerste en vooralsnog enige WK-rally overwinning van een Belgische rallyrijder. Ondanks dat Citroën in het seizoen 2006 verderging als semi-fabrieksteam onder de vleugels van de Belgische preparateur Kronos Racing, kwam er geen vervolg voor Duval bij het Franse merk; hij werd vervangen door Xavier Pons en Daniel Sordo.

#### 2006-2010: Privé-rijder en Stobart Ford
Zonder een optie om bij een ander fabrieksteam te gaan rijden, reed Duval in 2006 noodgedwongen een gelimiteerd programma als privé-rijder in het WK. Hij maakte de overstap naar een Škoda Fabia WRC geprepareerd door het Belgische First Motorsport. De directe aansluiting bij de top was met deze auto moeilijk te vinden, maar Duval wist er respectabele resultaten mee te rijden, en eindigde in een aantal gevallen binnen de punten; een zesde plaats in Catalonië zou zijn beste resultaat zijn. Buiten het WK om won hij dat jaar de Condroz Rally, een van de grotere evenementen op de Belgische kalender. Na een korte stint bij hetzelfde team in het seizoen 2007, waar hij na een gebrek aan sponsorgeld het project moest afbreken, werd halverwege het seizoen bekend dat hij in de WK-rally van Duitsland een terugkeer ging maken achter het stuur van een Citroën Xsara WRC, dit keer onder preparatie van Kronos Racing. Deze rally was er een waar Duval altijd competitief was, en de 2007 editie was geen uitzondering. Duval leidde de rally kortstondig en wist het tempo van voormalig teamgenoot Sébastien Loeb in de nieuwe Citroën C4 WRC ook bij te benen, maar moest uiteindelijk Loeb voor zich dulden, waardoor hij consolideerde naar een tweede plaats. Later reed hij voor het team ook nog de WK-rondes van Corsica en Catalonië.

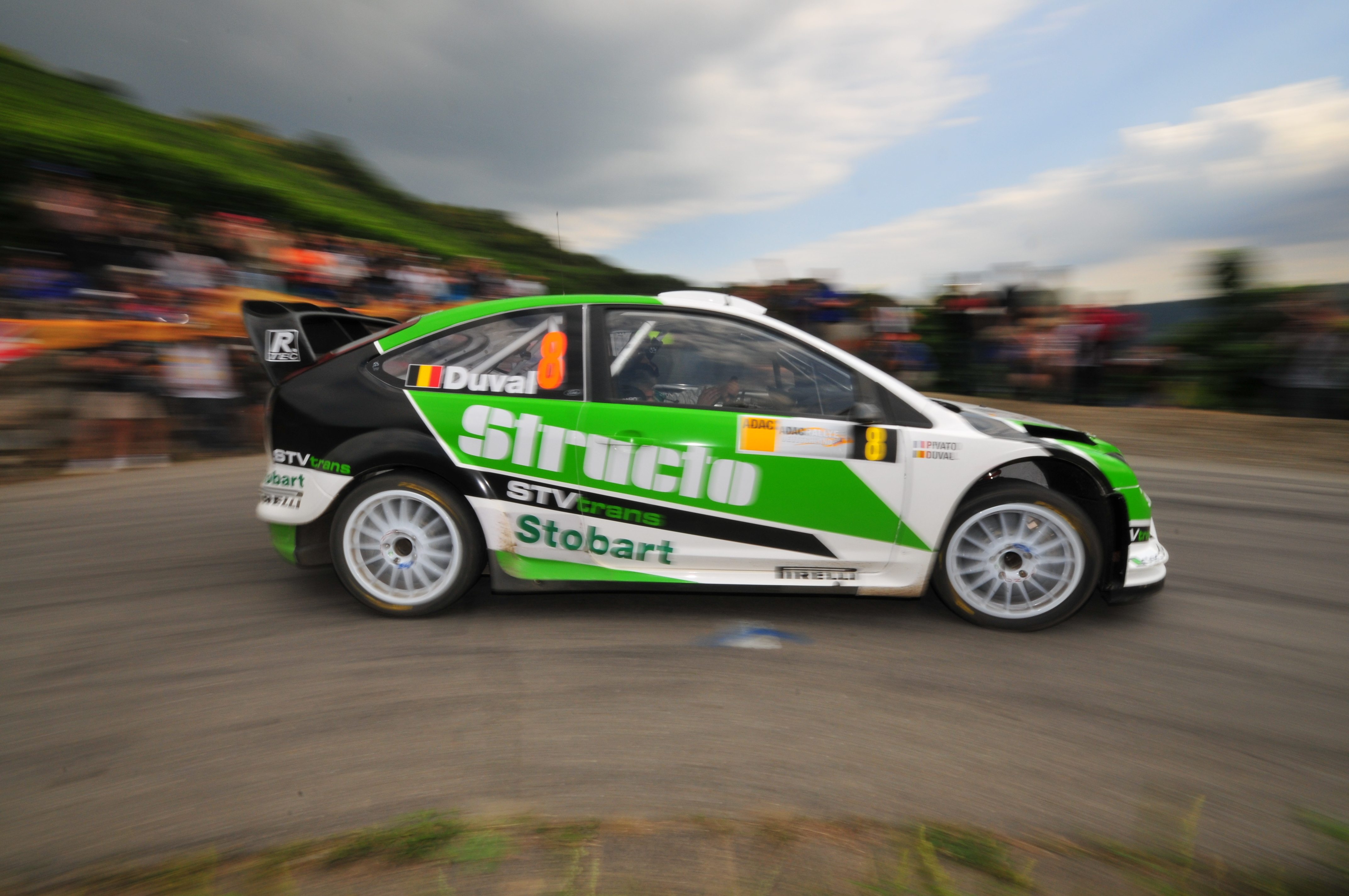
Duval op weg naar een derde plaats tijdens de Rally van Duitsland in 2008

Duval maakte een terugkeer achter het stuur van een Ford Focus RS WRC in het seizoen 2008, toen hij werd aangekondigd als een van de rijders in het Stobart Ford team; het satelliet team van Ford in het WK. Duval zou oorspronkelijk alleen worden ingezet in de rondes op asfalt. Hij maakte gelijk indruk toen hij tijdens de seizoensopener in Monte Carlo tot aan het einde van de rally vocht voor de laatste trede op het podium met Chris Atkinson, die hij uiteindelijk met een seconde achterstand verloor aan de Subaru-fabrieksrijder. Pas tijdens de tweede seizoenshelft keerde Duval weer terug in het kampioenschap, in Duitsland, waar hij met een derde positie achter de overmacht van Citroën de best geplaatste Ford-rijder was, en dus de fabrieksrijders van Ford voorbleef. Tijdens diezelfde rally brak zijn teamgenoot Gigi Galli in een ongeluk zijn been, waardoor Duval in de resterende WK-rally's zijn plaats overnam. Een grotere verrassing kwam er echter voor Duval toen hij voor de asfaltrondes in Catalonië en Corsica werd bevorderd naar het fabrieksteam waar hij als vervanger diende voor Jari-Matti Latvala, die vergelijkbaar met Duval in 2005 een teleurstellende reeks afwerkte en voor twee rondes op een zijspoor belandde. Duval reed in beide rally's naar een top vijf finish, waaronder een derde plaats in Corsica. Hij maakte het seizoen hierna af voor het Stobart team. Tijdens de WK-ronde van Japan was Duval getuige van een heftig ongeluk, waarbij zijn navigator Patrick Pivato zware breuken opliep aan het bekken en scheen- en kuitbeen. In het ziekenhuis merkte men bovendien dat hij ook zware inwendige bloedingen had opgelopen, terwijl er niet genoeg donorbloed beschikbaar was in zijn bloedgroep. Gelukkig boden enkele collega's uit het rallymilieu aan om bloed te doneren. Na een aantal dagen in een kunstmatige coma werd Pivato wakker met zijn vrouw en Duval aan zijn zijde. Zwaar onder de indruk door het ongeval liet Duval aanvankelijk weten dat hij overwoog te stoppen met de rallysport, maar later kondigde hij aan dat hij, op vraag van Pivato, toch zou deelnemen aan de afsluitende ronde in Groot-Brittannië. Hier werd hij genavigeerd door de ervaren Denis Giraudet, voorheen onder meer actief als co-piloot van Didier Auriol, het duo werd in de rally uiteindelijk zesde.
Ondanks deze bemoedigende resultaten, keerde Duval in het seizoen 2009 niet terug bij Stobart. Hij won dat jaar een rally op de Belgische kalender en nam ook deel aan de Rally van Ieper met een Škoda Fabia S2000. In maart 2010 kondigde Duval aan te stoppen als actief rallyrijder, en nam hij sindsdien ook deel in andere disciplines binnen de autosport. In juli werd echter bevestigd dat hij tijdens de WK-ronde van Duitsland terugkeerde in het WK rally, wederom plaatsnemend in een Ford Focus WRC voor het Stobart team. Duval was daarin op weg naar een top vijf positie, totdat hij op de laatste proef van de tweede dag een ongeluk had en moest opgeven.

## Complete resultaten in het Wereldkampioenschap rally

### Overwinningen
| Nr. | Seizoen | Rally                        | Navigator   | Auto              |
| --- | ------- | ---------------------------- | ----------- | ----------------- |
| 1   | 2005    | 18th Telstra Rally Australia | Sven Smeets | Citroën Xsara WRC |

### Overzicht van deelnames
| Seizoen | Inschrijving                       | Auto                  | 1      | 2      | 3      | 4      | 5      | 6      | 7      | 8      | 9      | 10     | 11     | 12     | 13     | 14     | 15     | 16    | Pos. | Punten |
| ------- | ---------------------------------- | --------------------- | ------ | ------ | ------ | ------ | ------ | ------ | ------ | ------ | ------ | ------ | ------ | ------ | ------ | ------ | ------ | ----- | ---- | ------ |
| 2001    | François Duval                     | Mitsubishi Carisma GT | MON    | ZWE    | POR NF |        |        | CYP NF |        |        |        |        |        |        | AUS 19 |        |        |       | -    | 0      |
| 2001    | François Duval                     | Ford Puma S1600       |        |        |        | SPA NF | ARG    |        | GRI NF | KEN    | FIN NF | NZL    | ITA 18 | FRA NF |        | GBR NF |        |       | -    | 0      |
| 2002    | François Duval                     | Ford Puma S1600       | MON 17 |        |        | SPA 25 |        |        | GRI NF | KEN    | DUI NF | ITA 20 |        |        |        | GBR NF |        |       | -    | 0      |
| 2002    | François Duval                     | Ford Focus RS WRC 02  |        | ZWE 10 | FRA NF |        |        |        |        |        |        |        |        |        |        |        |        |       | -    | 0      |
| 2002    | Ford Motor Co Ltd.                 | Ford Focus RS WRC 02  |        |        |        |        | CYP NF | ARG    |        |        |        |        | FIN NF | NZL    | AUS NF |        |        |       | -    | 0      |
| 2003    | Ford Motor Co Ltd.                 | Ford Focus RS WRC 02  | MON 7  | ZWE NF | TUR 3  |        |        |        |        |        |        |        |        |        |        |        |        |       | 9    | 30     |
| 2003    | Ford Motor Co Ltd.                 | Ford Focus RS WRC 03  |        |        |        | NZL 9  | ARG 8  | GRI NF | CYP NF | DUI 7  | FIN NF | AUS 10 | ITA 5  | FRA 3  | SPA 4  | GBR 5  |        |       | 9    | 30     |
| 2004    | Ford Motor Co Ltd.                 | Ford Focus RS WRC 03  | MON 3  | ZWE NF | MEX 2  |        |        |        |        |        |        |        |        |        |        |        |        |       | 6    | 53     |
| 2004    | Ford Motor Co Ltd.                 | Ford Focus RS WRC 04  |        |        |        | NZL 18 | CYP NF | GRI 4  | TUR 5  | ARG 3  | FIN 7  | DUI 2  | JPN NF | GBR 5  | ITA 5  | FRA NF | SPA NF | AUS 3 | 6    | 53     |
| 2005    | Citroën Total                      | Citroën Xsara WRC     | MON NF | ZWE 12 | MEX NF | NZL 4  | ITA 11 | CYP NF | TUR    | GRI    | ARG 7  | FIN 8  | DUI 2  | GBR 2  | JPN 4  | FRA NF | SPA 2  | AUS 1 | 6    | 47     |
| 2006    | First Motorsport                   | Škoda Fabia WRC       | MON NF | ZWE    | MEX    | SPA 6  | FRA NF | ARG    | ITA 8  | GRI 13 | DUI NF | FIN    | JPN    | CYP    | TUR 9  | NZL    | AUS    | GBR 8 | 19   | 5      |
| 2007    | First Motorsport                   | Škoda Fabia WRC       | MON    | ZWE    | NOO    | MEX    | POR    | ARG    | ITA    | GRI NF | FIN    |        |        |        |        |        |        |       | 10   | 12     |
| 2007    | OMV Kronos Citroën W.R.T.          | Citroën Xsara WRC     |        |        |        |        |        |        |        |        |        | DUI 2  | NZL    | SPA 5  | FRA NF | JPN    | IER    | GBR   | 10   | 12     |
| 2008    | Stobart VK M-Sport Ford Rally Team | Ford Focus RS WRC 07  | MON 4  | ZWE    | MEX    | ARG    | JOR    | ITA    | GRI    | TUR    | FIN    | DUI 3  | NZL NF |        |        | JPN NF | GBR 6  |       | 7    | 25     |
| 2008    | BP Ford Abu Dhabi World Rally Team | Ford Focus RS WRC 08  |        |        |        |        |        |        |        |        |        |        |        | SPA 4  | FRA 3  |        |        |       | 7    | 25     |
| 2010    | Stobart M-Sport Ford Rally Team    | Ford Focus RS WRC 08  | ZWE    | MEX    | JOR    | TUR    | NZL    | POR    | BUL    | FIN    | DUI NF | JPN    | FRA    | SPA    | GBR    |        |        |       | -    | 0      |